# Араукариеви
Араукариеви (Araucariaceae) е изключително древно семейство иглолистни растения, включващо три рода и 41 вида, съществуващи в наши дни.
Араукариевите достигат максималното си разнообразие през юра и креда, когато са разпространени по целия свят. В края на Креда, приблизително по времето, когато изчезват динозаврите, те също изчезват от Северното полукълбо. Съвременните араукариеви са разпространени в Южното полукълбо, като достигат на север до 18° с.ш. във Филипините. Най-голямо е разнообразието им в Нова Каледония (18 вида), срещат се и в Южна Америка, Нова Зеландия, Австралия и Малезия – област включваща Малайзия, Индонезия, Сингапур, Филипините и Папуа Нова Гвинея.
Всички араукариеви са вечнозелени дървета, обикновено с единично масивно стъбло и правилно подредени пръстени от клони. Някои видове се използват за добив на висококачествен дървен материал или смола, други се отглеждат като декоративни градински дървета в субтропичните области, а Araucaria heterophylla(синоним Araucaria excelsa) – като стайно растение. Араукариевите обикновено са доминиращите дървета в горите, в които се срещат. Видът Araucaria hunsteinii достига до 89 m височина в Нова Гвинея, а няколко други вида достигат до 50 – 65 m.

## Родове и видове
- Agathis – Каури
  -     - Agathis atropurpurea – Черно каури или Синьо каури; Куинсланд (Австралия)
    - Agathis australis – Каури; Северен остров (Нова Зеландия)
    - Agathis borneensis – Борнео
    - Agathis corbassonii – Червено каури; Нова Каледония
    - Agathis dammara – Филипини, Индонезия
    - Agathis endertii – Борнео
    - Agathis flavescens – Малайзия
    - Agathis kinabaluensis – Борнео
    - Agathis labillardieri – Нова Гвинея
    - Agathis lanceolata – Нова Каледония
    - Agathis lenticula – Борнео
    - Agathis macrophylla – Тихоокеанско каури; Фиджи, Вануату, Соломонови острови
    - Agathis microstachya – Куинсланд (Австралия)
    - Agathis montana – Нова Каледония
    - Agathis moorei – Бяло каури; Нова Каледония
    - Agathis orbicula – Борнео
    - Agathis ovata – Нова Каледония
    - Agathis philippinensis – Филипини, Сулавеси
    - Agathis robusta – Каури от Куинсланд; Куинсланд (Австралия), Нова Гвинея
    - Agathis silbae – Вануату
    - Agathis spathulata – Новогвинейско каури; Папуа Нова Гвинея
    - Agathis zamunerae – Патагония (Южна Америка)
- Araucaria – Араукария
  - Секция Araucaria
    - Araucaria angustifolia – Парански бор; Южна и Югоизточна Бразилия, Североизточна Аржентина
    - Araucaria araucana – Маймунски пъзел; Централно Чили, Западна Аржентина

  - Секция Bunya
    - Araucaria bidwillii – Източна Австралия

  - Секция Intermedia.
    - Araucaria hunsteinii – Нова Гвинея

  - Секция Eutacta.
    - Araucaria bernieri – Нова Каледония
    - Araucaria biramulata – Нова Каледония
    - Araucaria columnaris – Бор на Кук; Нова Каледония
    - Araucaria cunninghamii – Източна Австралия, Нова Гвинея
    - Araucaria goroensis – Нова Каледония
    - Araucaria heterophylla – (синоним Araucaria excelsa) Норфолкски бор; остров Норфолк
    - Araucaria humboldtensis – Нова Каледония
    - Araucaria laubenfelsii – Нова Каледония
    - Araucaria luxurians – Нова Каледония
    - Araucaria montana – Нова Каледония
    - Araucaria muelleri – Нова Каледония
    - Araucaria nemorosa – Нова Каледония
    - Araucaria rulei – Нова Каледония
    - Araucaria schmidii – Нова Каледония
    - Araucaria scopulorum – Нова Каледония
    - Araucaria subulata – Нова Каледония
- †Araucarioxylon – изчезнал
- Wollemia
  -     - Wollemia nobilis – Югоизточна Австралия